# Ducati Desmosedici
Ducati Desmosedici – nazwa serii motocykli prototypowych, które od 2003 roku biorą udział w motocyklowych mistrzostwach świata.

## Ducati i MMŚ
Włosi zrezygnowali z udziału w mistrzostwach na początku lat siedemdziesiątych 20 wieku. Przez długi czas klasa 500cm3 preferowała motocykle z silnikiem dwusuwowym, co znacznie odbiegało od koncepcji Ducati, które używało w swoich maszynach drogowych jednostek czterosuwowych. Przełom nastąpił w 2002r, kiedy zmieniono przepisy pod silniki czterosuwowe, to przekonało włoskie przedsiębiorstwo, żeby wystawić swój prototyp.
Początkowo Ducati brało pod uwagę zgłoszenie do rywalizacji motocykla z silnikiem dwucylindrowym, co zgodnie z regulaminem dawałoby przewagę w postaci mniejszej wagi względem innych konstrukcji, jednak po wykonaniu analizy zrezygnowano z tego pomysłu, ponieważ V2 nie byłby w stanie osiągnąć zamierzonej mocy (powyżej 230KM) bez nadmiernego zwiększania obrotów. 
Taka jednostka musiałaby osiągać powyżej 17000 obrotów na minutę, co z kolei wymagałoby krótkiego skoku i dużej średnicy cylindra powodując ewentualne problemy w spalaniu.
Bazą konstrukcji Desmosedici były dwa silniki V2 złożone razem, 4 zawory na cylinder, co daje łącznie 16 zaworów (Desmo od rozrząd desmodroniczny, sedici = szesnaście).
Projektowanie rozpoczęto w 2001, a prezentacja miała miejsce podczas grand prix Włoch na torze Mugello (2002).

### GP3
Mimo stałego zaangażowania w mistrzostwa Superbike'ów, zespół Ducati Marlboro, którego kierowcami byli Włoch Loris Capirossi oraz Australijczyk Troy Bayliss, miał brać udział we wszystkich eliminacjach sezonu 2003. Wyniki w debiutanckim sezonie były bardzo dobre, już pierwszy wyścig Capirossi ukończył na podium, wygrał nawet Grand Prix Katalonii. W klasyfikacji generalnej Bayliss zajął 6. miejsce, Capirossi 4, Ducati jako producent drugie.

### GP4
Na kolejny sezon skład zespołu się nie zmienił, jednak sama konstrukcja przeszła kilka modyfikacji m.in. zmieniono nadwozie, przedni błotnik, przedni widelec (z 50mm na 42mm), układ wydechowy, zbiornik paliwa (pod siedzeniem), wahacz (lżejszy), rama (inne punkty mocowania silnika), silnik (nowa komora spalania, mniejsza waga i większa moc o 10KM), elektronika (wciąż Magnetti Marelli, ale nowe oprogramowanie).
Motocykl kierowany przez Lorisa Capirossiego osiągnął rekord prędkości (347.4 km/h) podczas testów IRTA na torze Circuit de Catalunya.

### GP5

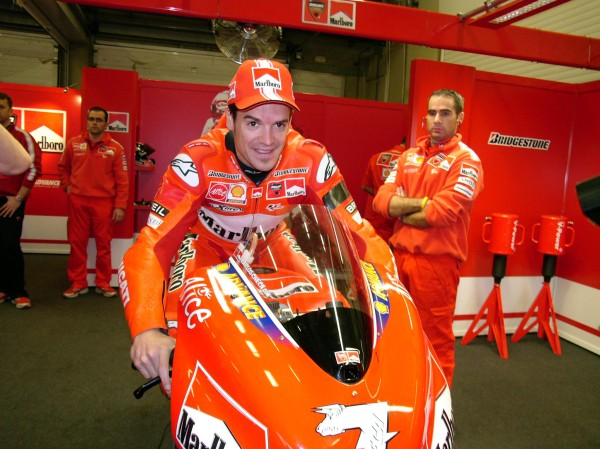
Carlos Checa na GP5

W 2005 roku Carlos Checa zastąpił Troya Baylissa. Dzięki współpracy zespołu z Bridgestone, Ducati mogło przyczynić się do rozwoju nowych opon, co w późniejszym okresie miało przynieść wielkie korzyści. Japoński dostawca specjalnie przygotował nową, twardszą mieszankę, aby zwiększyć przyczepność, co spowodowało, że Capirossi odniósł 2 zwycięstwa (Motegi i Sepang), a Carlos Checa dwa razy stawał na podium(Phillip Island, Sepang).

### GP6

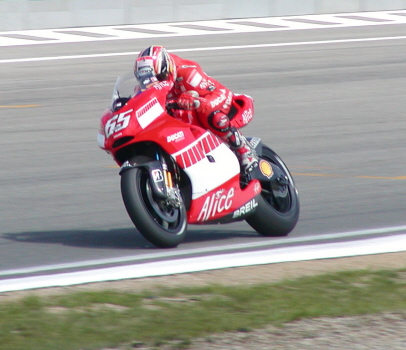
Capirossi 2006

Model GP6 był lżejszą i mocniejszą konstrukcją od swojego poprzednika, oferując ulepszoną aerodynamikę oraz zoptymalizowaną pozycję zbiornika paliwa. Złagodzono dostarczanie mocy, co sprawiło, że GP6 osiągało mniejszą prędkość maksymalną, jednak z korzyścią dla zwinności w zakrętach.
Nowym partnerem Capirossiego został Hiszpan Sete Gibernau. Po owocnych zimowych testach, Capirossi wygrał wyścig otwierający sezon na torze Jerez, przez jakiś czas był nawet liderem klasyfikacji generalnej, ale podczas Grand Prix Katalonii Gibernau, chcąc opóźnić hamowanie, zderzył się z Włochem i obaj wylądowali w szpitalu omijając tym samym następne zawody w Holandii. Hiszpan doznał urazu obojczyka i zastąpił go Niemiec Alex Hofmann, Capirossi wrócił na Grand Prix Wielkiej Brytanii. Kolejny pech sprawił, że po kolizji z Caseyem Stonerem Gibernau nie wziął udziału w kończącym rok Grand Prix Walencji, tym razem jego zastępcą był Troy Bayliss, który niespodziewanie wygrał swój pierwszy wyścig MotoGP, wyprzedzając Lorisa Capirossiego o 1 ponad sekundę. 

### GP7

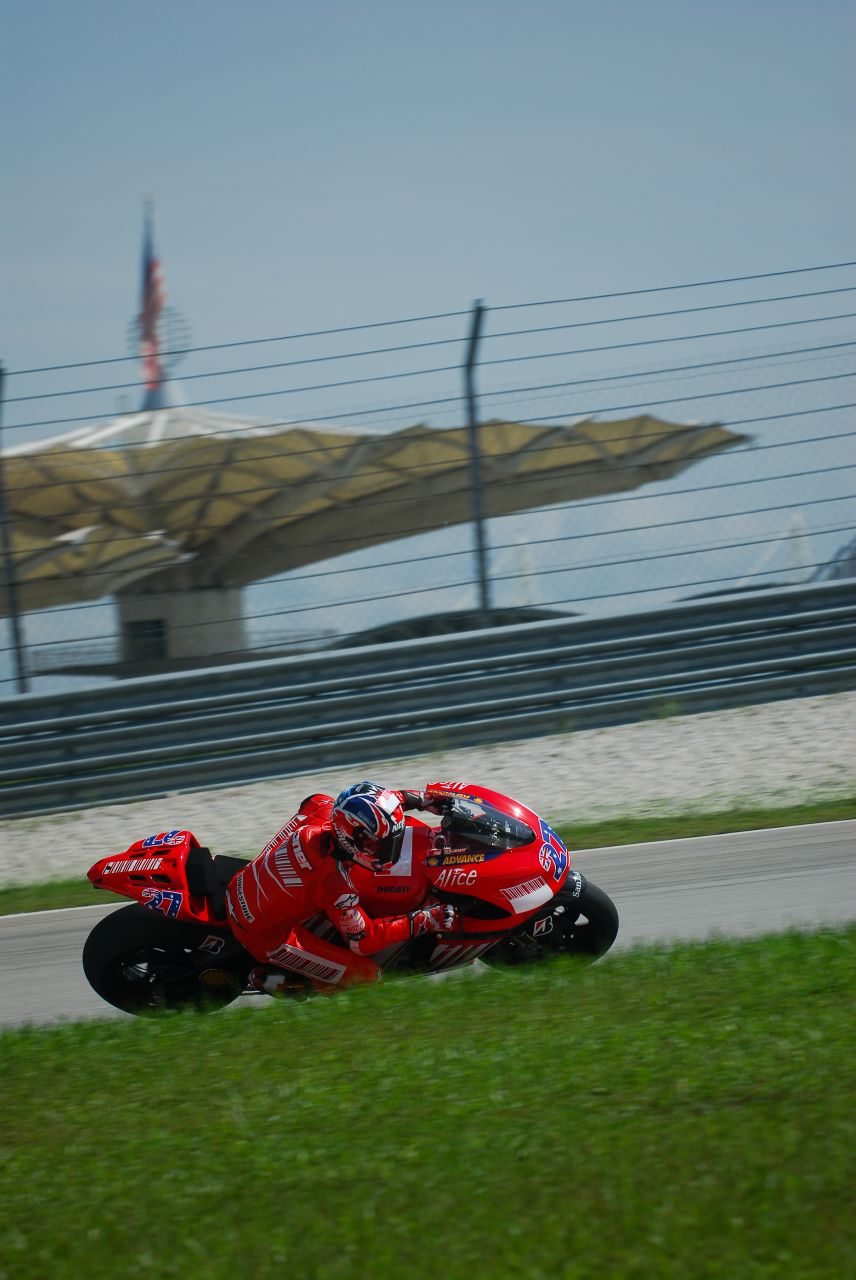
Casey Stoner Sepang 2007

2007 to zmiana przepisów w MotoGP, obniżono pojemność z 999cm3 do 800cm3. Ducati rozpoczęło pracę nad GP7 bardzo wcześnie, Filippo Preziosi, były dyrektor generalny Ducati Corse i ojciec projektu Ducati Desmosedici w MMŚ, zaznaczył, że już do sierpnia 2006 fabryka zbudowała aż 20 silników o różnych specyfikacjach, dodatkowo wczesna wersja maszyny była testowana po raz pierwszy w maju 2006. Oficjalne testy motocykl zaliczył po Grand Prix Czech 2006, dzień po tym, jak Loris Capirossi zwyciężył na GP6. Czasy osiągane przez Włocha były tylko o 1.4 sekundy wolniejsze od jego rekordowych okrążeń na motocyklu o pojemności 999cm3. Kolejne próba na torze Motegi pokazała, że GP7 jest o wiele szybszy niż poprzednik, co więcej, Ducati miało aż sekundę przewagi nad następnym prototypem o pojemności 800cm3, Hondą prowadzoną przez Daniego Pedrosę.
Erę 800'ek zapoczątkowało Grand Prix Kataru na torze Losail, gdzie Casey Stoner zwyciężył przed Valentino Rossim i Danim Pedrosą. Motocykl posiadał wyraźną przewagę w prędkości maksymalnej na swoimi rywalami, dopiero pod koniec sezonu Yamaha, Honda, Kawasaki i Suzuki zaczęli zbliżać się pod tym względem do Ducati. Casey Stoner został mistrzem świata już podczas Grand Prix Japonii, na cztery wyścigi przed końcem sezonu.

### GP8

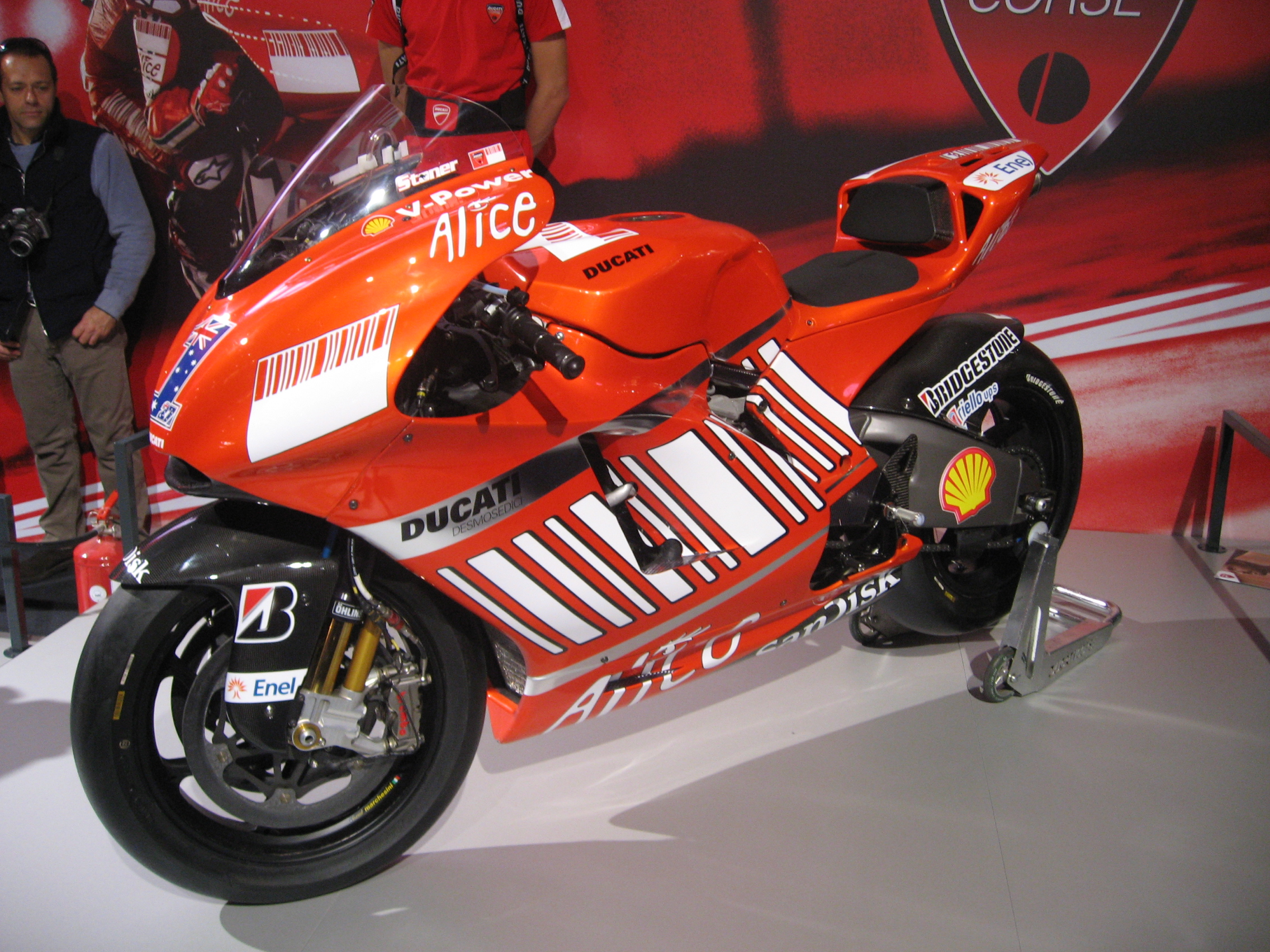
GP8

Pierwsze testy GP8 zaliczył w lutym 2007. Chcąc zmniejszyć problemy z wibracjami pojawiającymi się przy okazji GP7, sztywność ramy nowego modelu została zmieniona, dodatkowo, żeby załagodzić objawy tzw. "pompowania", wprowadzono kolejne modyfikacje dotyczące geometrii zawieszenia, poprawiono również środkowy zakres obrotów w porównaniu z GP7. W trakcie 2007 Ducati testowało specjalny układ sprzęgła, który miał służyć większej oszczędności paliwa, polegał on na odłączaniu sprzęgła podczas hamowania, jednak ostatecznie zrezygnowano z tego rozwiązania, ponieważ zakładano, że korzystanie z dotychczasowych smarów i paliw da porównywalne efekty jednocześnie zmniejszając wewnętrzne tarcie silnika oraz zwiększając moc maksymalną.

### GP9
Kolejnym modelem był GP9, który po raz pierwszy był testowany w maju 2008. Czerwiec 2008 to z kolei oficjalne testy na torze Circuit de Catalunya. Cechą charakterystyczną odróżniającą GP9 od swoich poprzedników była karbonowa rama, Włosi zrezygnowali z dotychczasowej koncepcji ramy kratownicowej. Motocykl osiągnął prędkość 348km/h podczas Grand Prix Mugello.

### GP10
Rozwój GP10 obejmował przede wszystkim silnik, skoncentrowano się na poprawie żywotności, aby dostosować się do ówczesnych przepisów dotyczących ilości jednostek na sezon. Zmieniono kolejność zapłonu na Big Bang (po raz pierwszy od 2007), a także wygląd owiewek.

### GP11

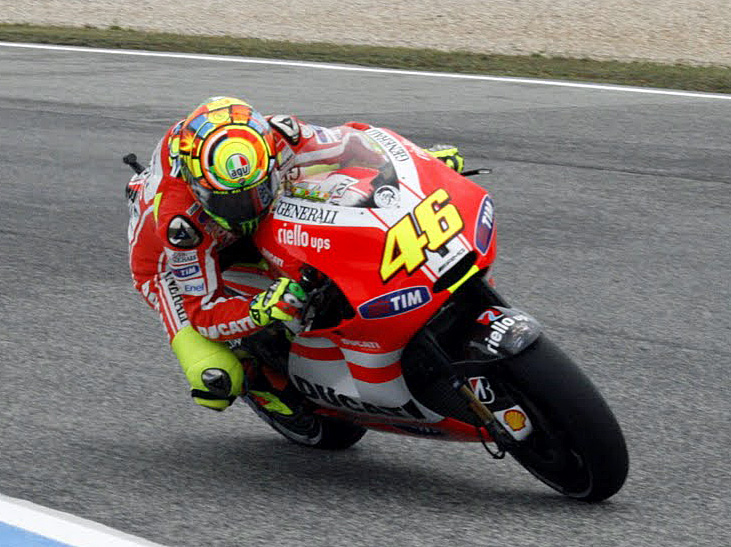
Valentino Rossi Estoril 2011

Prezentacja następnego motocykla odbyła się na corocznej imprezie Wroom, we włoskich Dolomitach. Kierowcami zespołu byli Włoch Valentino Rossi i Amerykanin Nicky Hayden. Duże zmiany dotyczące GP11 przewidziano na TT Assen, były to m.in. nowy wahacz, owiewki, układ wydechowy, skrzynia biegów (DST- Ducati Seamless Transmission), podwozie. Potem testowano także inne materiały ramy (aluminium), żeby pod koniec roku całkowicie zrezygnować z koncepcji, gdzie silnik jest elementem nośnym całej konstrukcji. Ducati poprosiło brytyjską firmę FTR o przygotowanie konwencjonalnej ramy aluminiowej, okalającej silnik i łączącej się bezpośrednio z przednim zawieszeniem oraz tylnym wahaczem. Valentino Rossi sezon ukończył na 7. miejscu (jedno podium we Francji), Hayden był 8 (jedno podium w Hiszpanii).

### GP12
19 Marca 2012 Ducati zaprezentowało GP12, zgodnie z ogłoszonym wcześniej regulaminem zwiększono pojemność z 800cm3 do 1000cm3.

### GP13

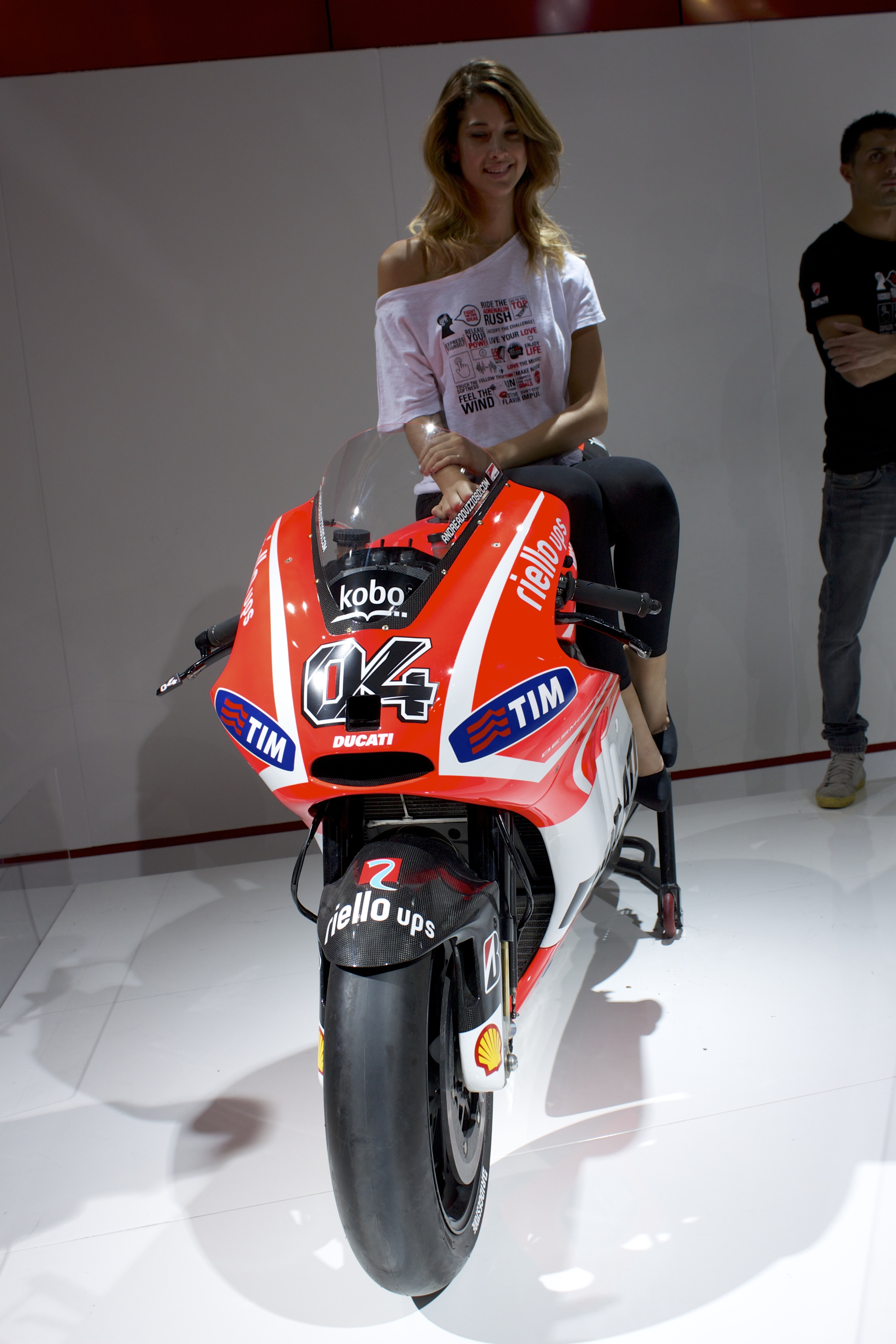
GP13 Andrei Dovizioso

15 stycznia 2013 Włosi ukazali światu kolejną odsłonę swojej maszyny wyścigowej, tym razem w wersji 13, a w miejsce Valentino Rossiego przyszedł Andrea Dovizioso, drugim kierowcą pozostał Amerykanin Nicky Hayden, warto też wspomnieć o tym, że przed rozpoczęciem sezonu ze swojego stanowiska ustąpił Filippo Preziosi, który od początku, czyli od 2003 r., opracowywał projekt Desmosedici w MotoGP. Od strony technicznej zwiększono moc motocykla o 5 koni mechanicznych, wprowadzono udoskonalenia w zawieszeniu, które dostarcza firma Ohlins, zmieniono także wagę motocykla (ze 157 do 160), zdecydowano się też na ciągłe dopracowywanie ramy aluminiowej wprowadzonej po raz pierwszy w 2011, nie zmieniano też kąta rozwidlenia silnika (wciąż 90 stopni). Ducati w ciągu całego sezonu prowadziło wiele testów z użyciem tzw. motocykla laboratoryjnego, w tym celu przed sezonem sprowadzono do zespołu m.in. Włocha, Michele Pirro, najbardziej skupiono się na ramie GP13. 
Pierwszy raz efekty tych zmian można było zaobserwować w Jerez, gdzie zaprezentowano m.in. zmodyfikowany wydech i inne punkty mocowania tylnego zawieszenia, jednak nie przekładało się to w żaden sposób na wyniki osiągane podczas zawodów. Na weekend w Misano przygotowano nowy wydech, zmieniając dotychczasowy od Termignoni na ten od firmy Akrapovic, zmniejszono jego średnicę, co lekko poprawiło rozkład masy i zmniejszyło hałas, który według zawodników był momentami za duży. Nie widząc żadnych znaczących postępów kierownictwo Ducati zdecydowało się na zatrudnienia renomowanego inżyniera Aprili Gigiego Dall Igni, Włoch miał od przyszłego roku zastąpić na stanowisku Bernharda Gobmeiera, jako Dyrektor Generalny Ducati Corse. Andrea Dovizioso, w swoim debiutanckim sezonie na GP13, łącznie uzbierał 140 punktów, co dało mu 8 lokatę pod koniec zmagań, Nicky Hayden natomiast zdobył 126 punktów i finiszował tuż za swoim kolegą, jako konstruktor Ducati zajęło 3. miejsce (155 pkt.), za dwoma producentami z Japonii, czyli Hondą (389 pkt.) i Yamahą (381 pkt.).